# Crocidura telfordi
Crocidura telfordi är en däggdjursart som beskrevs av Rainer Hutterer 1986. Crocidura telfordi ingår i släktet Crocidura och familjen näbbmöss. IUCN kategoriserar arten globalt som starkt hotad. Inga underarter finns listade i Catalogue of Life.
Artpitetet i det vetenskapliga namnet hedrar den amerikanska zoologen Sam R. Telford Jr. som forskade i samma region när arten upptäcktes.
Denna näbbmus förekommer i olika bergstrakter i Tanzania. Arten hittades bara ovanför 1150 meter över havet. Den lever i fuktiga bergsskogar.